# Vereb
Vereb est un village et une commune du comitat de Fejér en Hongrie.